# Еврос
Еврос (грец. Έβρου) — ном в Греції, розташований в периферії Східна Македонія та Фракія. Столиця — місто Александруполіс.

## Муніципалітети
| Муніципалітет   | YPES код | Місцева влада (якщо відрізняється) | Поштовий код | Тел. код     |
| --------------- | -------- | ---------------------------------- | ------------ | ------------ |
| Александруполіс | 1301     |                                    | 681 00       | 25510-2 до 7 |
| Дідімотіхо      | 1303     |                                    | 683 00       | 25530-2      |
| Ферес           | 1313     |                                    | 685 00       | 25550-2      |
| Кіпріанос       | 1304     |                                    | 680 05       | 25560-2      |
| Метаксадес      | 1305     |                                    | 680 10       | 25530-3      |
| Орестіада       | 1306     |                                    | 682 00       | 25520-2      |
| Орфеас          | 1307     | Лавара                             | 680 04       | 25530-3      |
| Самотракі       | 1308     |                                    | 680 01       | 25510-4      |
| Суфлі           | 1309     |                                    | 684 00       | 25540-2      |
| Траянопулі      | 1310     | Арістіно                           | 681 00       | 25310-4      |
| Трігоно         | 1311     | Дікея                              | 680 07       | 25560-3      |
| Тіхеро          | 1312     |                                    | 680 03       | 25540-4      |
| Вісса           | 1302     | Неа-Вісса                          | 680 01       | 25520-7      |

| Греція | Це незавершена стаття з географії Греції. Ви можете допомогти проєкту, виправивши або дописавши її. |